# Styl urzędowo-kancelaryjny
Styl urzędowo-kancelaryjny (kancelaryjny, urzędowy, administracyjny, administracyjno-prawny) – styl funkcjonalny wyróżniany w podziale stylistycznym języka ogólnopolskiego, stosowany w wypowiedziach formowanych w związku z relacjami społecznymi o charakterze zinstytucjonalizowanym. Styl ten jest charakterystyczny dla zarządzeń, przepisów, instrukcji, podań, pism urzędowych itp. Celem wypowiedzi tego rodzaju jest oddziaływanie na wolę, nie na intelekt czy emocje ich odbiorcy: stąd sformułowane są one bezosobowo, jednoznacznie, zwięźle i ściśle. Charakter stylu urzędowo-kancelaryjnego determinuje fakt, że w związku z charakterem relacji urzędowych i instytucjonalnych indywidualne cechy nadawców i odbiorców wypowiedzi nie są istotne. Nie występują w nich elementy emocjonalne i obrazowe; charakterystyczne jest dla niego gęste występowanie form nieosobowych, sformułowań o charakterze nakazowo-zakazowym oraz swoista, typowa jedynie dla tego stylu terminologia.

## Charakterystyka stylu
Styl urzędowo-kancelaryjny charakteryzuje się znaczną konwencjonalizacją języka. Występuje w nim wiele typowych tylko dla niego, odbieranych jako urzędowe i oficjalne terminów (w tym z jednej strony tzw. rekwizytów leksykalnych, z drugiej terminologii specjalistycznej, zwłaszcza prawniczej, administracyjnej, handlowej i ekonomicznej) oraz tego samego rodzaju utartych związków frazeologicznych (np. zwracam się z uprzejmą prośbą, odnośny, dalszy, niniejszy, posiadać, być w posiadaniu, powiadamiać, z uwagi na, uprasza się). Spośród kategorii gramatycznych typowe dla stylu urzędowo-kancelaryjnego jest (w języku polskim) częstsze niż w innych stylach funkcjonalnych użycie strony biernej, stosowanie form bezokolicznikowych i innych nieosobowych; w składni występuje dążność do zwartości i jasności, mało zróżnicowana i szablonowa struktura zdania, zdania pojedyncze są rozbudowane, zdania złożone są zaś krótkie. Występuje wiele odczasownikowych i odprzymiotnikowych rzeczowników abstrakcyjnych; nadużywanie przymiotników odrzeczownikowych zakończonych na -owy; nadużywanie konstrukcji analitycznych (np. dokonać otwarcia zamiast otworzyć); posługiwanie się stałymi, gotowymi formami.
Typowy dla wypowiedzi w stylu urzędowo-kancelaryjnym jest ponadto zwyczajowo ustalony porządek kompozycyjny (w tym częste ujmowanie wypowiedzi w punkty i paragrafy) – np. w protokole obrad podaje się najpierw wykaz uczestników, następnie ujęty w punktach porządek obrad, następnie streszczenie lub pełne teksty przemówień obradujących, wreszcie podane w punktach postanowienia końcowe. W niektórych typach tekstów urzędowych, zwłaszcza prawnych, posługiwanie się pewnymi gotowymi formułami ma charakter obligatoryjny.
Odmianą stylu urzędowego jest styl kancelaryjny, obejmujący język korespondencji biurowej. Inną odmianą jest styl komunikatów prasowych, pośredni między stylem urzędowo-kancelaryjnym a stylem dziennikarskim.
W polskim słownictwie urzędowym zauważa się wiele germanizmów i rusycyzmów, które uchodzą za niezręczności językowe i spotykają się z krytyką poprawnościową.

## Rozwój stylu urzędowo-kancelaryjnego w obrębie języka polskiego
Początki współczesnego polskiego stylu urzędowo-kancelaryjnego wiążą się z czasami stanisławowskimi. Szczególnie istotnym okresem dla jego rozwoju był wiek XIX: rozwijał się on początkowo przede wszystkim w zaborze pruskim i rosyjskim – aż do całkowitego zastąpienia w urzędach tych zaborów języka polskiego niemieckim i rosyjskim, następnie (po przyznaniu Galicji częściowej autonomii) w zaborze austriackim. Fakt zastąpienia w Galicji języka niemieckiego jako języka urzędowego językiem polskim stworzył potrzebę wypracowania niemal całkowicie nowej polskiej terminologii prawniczej i administracyjnej. Ten sam fakt zdeterminował obecność w nim znacznej ilości niemieckich zapożyczeń leksykalnych i składniowych, a także wiele charakterystycznych dla niego kalk i niedoskonałości językowych. Polską terminologię prawniczą i administracyjną wypracowali urzędnicy galicyjscy, którzy (niejednokrotnie bezpośrednio i nieudolnie) tłumaczyli słowa i zwroty niemieckie w sposób dosłowny – do tego rodzaju odbitek językowych należą np. słowa praktykant konceptowy, nadinspektor, profesor zwyczajny/nadzwyczajny (te ostatnie terminy są bezpośrednimi tłumaczeniami z łaciny).
Po odzyskaniu przez Polskę niepodległości styl urzędowo-kancelaryjny wykształcony w Galicji nadal dominował – wprowadzono w nim jednak celowo wiele istotnych zmian, zaszła też potrzeba uzgodnienia go ze zwyczajami i potrzebami ziem pozostałych zaborów. Starano się wprowadzić dla całej Polski jednolitą terminologię. Szczególnie jaskrawo jest to widoczne na przykładzie terminologii kolejowej, w której od 1918 za pomocą wydawanych przez Ministerstwo Kolei (przy współpracy z językoznawcami) okólników językowych wprowadzano terminologię polską. Wprowadzono wtedy takie terminy jak pociąg dalekobieżny czy wagon odczepny.